# Praeparatio evangelica
La Praeparatio evangelica (resa in italiano come Preparazione evangelica o Preparazione ai Vangeli) è un'opera di apologetica cristiana scritta da Eusebio di Cesarea nella prima parte del IV secolo. Scritta verso il 313, si prefigge di dimostrare la superiorità del cristianesimo sulle religioni pagane e sulle filosofie.

## Struttura
La Praeparatio è composta da quindici libri completamente conservati, che Eusebio considerò come un'introduzione al cristianesimo per i pagani. 
Dopo aver indicato lo scopo generale e il piano del suo lavoro previsto, Eusebio fa una breve rassegna delle prime nozioni dell'origine del mondo, dell'umanità e degli dei dagli scritti di Diodoro Siculo, Plutarco, Senofonte, Platone e Porfirio, dimostrando che un culto più semplice del sole, della luna e delle stelle aveva preceduto le infinite teogonie e i sanguinosi sacrifici delle molteplici forme di superstizione tra i nazioni pagane. Il resto del libro I è occupato dalla traduzione di Filone del racconto di Sanchuniathon sulla teologia fenicia.
Nel libro II le religioni dell'Egitto e della Grecia sono descritte con le parole di Diodoro e di Clemente Alessandrino; dopo di che Eusebio stesso afferma le sue ragioni per rifiutare sia le leggende grossolane della mitologia più antica, sia le spiegazioni fisiche con le quali i filosofi successivi cercarono di gettare un discreto velo di interpretazione allegorica sulle oscenità spudorate della loro religione ancestrale, e conclude il libro con una descrizione della religione relativamente più pura di Roma da Dionigi di Alicarnasso.
Nel libro III le spiegazioni fisiche dei Greci e la teologia allegorica degli Egizi sono ulteriormente descritte con citazioni da Plutarco, Diodoro e Porfirio, con brevi critiche dello stesso Eusebio. Quindi, dopo aver citato l'Inno orfico, in cui Zeus è descritto come il Tutto, sia corpo che anima dell'universo, con i commenti di Porfirio su di esso, Eusebio procede ad esaminare cosa indica l'i9nno affermando che Zeus "è": Eusebio, pur confutando Porfirio, ci ha fornito una sua interpretazione dei versi, dimostrando ampiamente che essi rappresentano il mondo come un grande animale a cui è applicato il nome di Zeus, la sua mente non è altro che l'etere. Dopo aver citato nuovamente Porfirio sulle teologie fisiche della Grecia e dell'Egitto, l'autore espone le loro contraddizioni e assurdità nei cinque capitoli rimanenti del libro.
Nel secondo gruppo di libri (IV-VI), Eusebio passa dai sistemi mitici e fisici della teologia greca alle forme politiche di religione sostenute e applicate dalle leggi dei diversi stati.
I libri IV e V sono principalmente occupati dalle discussioni sugli oracoli e sulle loro presunte profezie e guarigioni, attribuite sia da Eusebio che dai testimoni che egli cita all'attività dei demoni malvagi. Le prove su questi argomenti sono per la maggior parte tratte dal lavoro di Porfirio Sulla filosofia per essere desunta dagli Oracoli, i cui frammenti sono conservati appunto qui e dalla sua opera esistente e ben nota De abstinentia. Gli ultimi nove capitoli sono dedicati all'argomento dei sacrifici umani e i testimoni principali sono Porfirio, Dionigi di Alicarnasso e Diodoro Siculo.
Nel libro V la natura e il funzionamento dei demoni, gli incantesimi con cui possono essere controllati e il loro riguardo per le immagini in cui dovrebbero essere presenti sono descritti con estratti da Plutarco (De defectu oraculorum), ancora da Porfirio, dalle opere già citate, e dalla sua Lettera ad Anebo. L'ultima metà del libro è occupata da una satira sugli oracoli tratta dall'opera di Enomao di Gadara.
Il libro VI è dedicato all'argomento del destino e del libero arbitrio in relazione all'astrologia, con le prove fornite da Porfirio, Enomao, Diogeniano, Alessandro di Afrodisia, Bardesane e Origene.
Il gruppo successivo di libri, costituito dai libri VII-IX, tratta della religione degli ebrei.
Del libro VII la prima metà è opera originale dello stesso Eusebio, che descrive la vita e la religione dei Patriarchi, le dottrine di Mosè e dei Profeti sulla Divina Provvidenza, su Dio come prima causa dell'universo e sul Logos come seconda causa. Nella seconda metà del libro gli stessi soggetti sono illustrati da autori ebrei e cristiani, quali Filone, Dionigi d'Alessandria, Origene e Metodio.
Il libro VIII consiste nell'esposizione della genesi della traduzione dei Settanta storia della Settanta come descritta da Aristea, di citazioni riguardanti L'Esodo e la Legge di Filone, Giuseppe Flavio e Eleazaro Sommo Sacerdote, sugli antropomorfismi biblici di Aristobulo e due resoconti sugli Esseni di Filone, seguiti dalle sue opinioni sulla creazione e sulla Provvidenza.
Il libro IX contiene la testimonianza di scrittori pagani che hanno fatto menzione degli ebrei, un terzo racconto sugli Esseni di Porfirio, citazioni di Giuseppe Flavio da Ecateo di Abdera, Clearco, Abideno, la Sibilla e altri sul Diluvio e la Torre di Babele. I restanti ventisei capitoli del libro sono principalmente occupati da diversi importanti estratti dell'opera di Alessandro Poliistore Sui Giudei, che includono lunghi passaggi delle poesie giambiche di Teodoto ed Ezechiele sugli eventi nella storia ebraica, le lettere spurie da Salomone a Vaphres, re d'Egitto, e Suron (Hiram) di Tiro, con descrizioni di Gerusalemme e altre questioni di vari autori.
Nel gruppo successivo (Libri X-XII), Eusebio fornisce esempi tratti da Clemente, Porfirio e Diodoro del plagio degli autori greci sia l'uno dall'altro sia, come sostengono, dalle molto più antiche Scritture degli Ebrei. La testimonianza della loro antichità è tratta dalla cronografia di Giulio Africano e da Taziano, Clemente e Giuseppe Flavio.
Nel libro XIII Eusebio cita con approvazione le opinioni di Platone sulle assurdità della mitologia greca nel Timeo, nella Repubblica e nell' Eutifrone, sulla salda adesione alla verità anche fino alla morte nel Critone e nella Apologia di Socrate, aggiungendo le testimonianze di Aristobulo e Clemente relative all'accordo di Platone e di altri filosofi greci con le Scritture Ebraiche. Il resto del libro tratta di questioni in cui l'insegnamento di Platone è condannato riguardo alla credenza della gente comune (Timeo e Repubblica), una moltitudine di dèi e demoni inferiori, la natura dell'anima (Timeo) criticata dal platonico Severo, il adorazione dei corpi celesti (Leggi e Timeo), trattamento delle donne (Leggi e Repubblica), vizi innaturali e leggi sull'assassinio.
Nel libro XIV la verità coerente delle dottrine ebraiche adottate dai cristiani è in contrasto con le contraddizioni e i conflitti dei filosofi greci, mostrando come Platone abbia criticato i suoi predecessori nel Teeteto e Sofista, e sia stato egli stesso criticato dai suoi seguaci nelle successive Accademie, che nelle loro a turno sono soggetti all'acuta satira di Numenio. L'argomento è continuato nelle citazioni da Porfirio, Senofonte, Platone, Plutarco e soprattutto da Aristocle di Messene.
Nel libro XV il carattere morale di Aristotele è difeso contro le calunnie di Epicuro e altri, con citazioni da Aristocle; ma dove differiva da Platone e dagli ebrei per quanto riguarda la virtù e la felicità, le idee di Dio e la Sua provvidenza, la creazione del mondo, la quinta essenza corporea, la natura dei corpi celesti e l'immortalità dell'anima, la sua le dottrine sono severamente criticate da Attico il platonico. La sua descrizione dell'anima come entelechia è ulteriormente criticata da Plotino, Porfirio e Attico, mentre la filosofia stoica è discussa in base ad Aristocle, Ario Didimo, Porfirio, Longino e Plotino e il resto del libro è occupato da un lungo estratto da Plutarco, De placitis philosophorum, sulle varie teorie fisiche relative al mondo, seguito dal giudizio di Socrate su tali questioni, dai Memorabili di Senofonte.
Come già evidente da questo riassunto, l'opera è meritoria, in quanto fornisce informazioni tratte da storici e filosofi che non erano state conservate altrove. Ad esempio, solo Eusebio conserva un riassunto degli scritti del sacerdote fenicio Sanconiatone, o ancora, il racconto, tratto dal sesto libro di Diodoro Siculo, del meraviglioso viaggio di Evemero verso l'isola di Pancaia, dove egli pretende di aver trovato la sua vera storia degli dei. Ancora, quasi solo qui sono conservati gli scritti del filosofo medioplatonico Attico e principalmente in Eusebio sono conservate importanti opere di Porfirio come Sulle immagini, Filosofia dagli oracoli, Lettera ad Anebo, Contro i cristiani, Contro Boeto.